# Cinco grandes y una chica
Cinco grandes y una chica es una película en blanco y negro de Argentina dirigida por Augusto César Vatteone sobre el guion de Máximo Aguirre que se estrenó el 28 de febrero de 1950 y que tuvo como protagonistas a Los Cinco Grandes del Buen Humor, Pepita Muñoz, Laura Hidalgo y Homero Cárpena.

## Sinopsis
Los cinco integrantes de un equipo de fútbol descubren un caso de soborno.

## Reparto
- Rafael Carret ... Pato
- Jorge Luz ... Jorge
- Zelmar Gueñol ... Zelmar
- Guillermo Rico ... Guillermo Cupido
- Juan Carlos Cambón ... "Gordo"
- Pepita Muñoz ... Madre de Norma
- Laura Hidalgo ... Norma
- Homero Cárpena ... Antón de Rizzo
- Ángel Labruna ... Como él mismo
- Tono Andreu ... Gorosito
- Lucía Barause
- Ernesto Villegas ... Masajista
- Jorge Villoldo ... Portero del club
- Nelly Láinez ...
- César Mariño ... Presidente del club Atlético
- Luis de Lucía
- Carlos Campagnale
- Morenita Rey ... Chica de la caridad 1
- Irma Roy ... Chica de la caridad 2
- Guy Montana
- Ana María Roy
- Celia Geraldy ... Mujer obesa que baila con Pato
- Amadeo Raúl Carrizo
- Pablo Cumo

## Comentarios
En la crónica de La Nación se dijo:

”Digamos que los Cinco Grandes tienen simpatía, movilidad, una buena dosis de inventiva y un perfecto conocimiento del auditorio al que van destinados sus números.”

Por su parte Manrupe y Portela comentan:

”realización apurada, asunto inconsistente y buenas imitaciones. Aquí se destaca una de Rico haciendo de Azucena Maizani y una de Gueñol como Groucho Marx.”